# Cosinusgelijkenis
De cosinusgelijkenis is een waarde waarmee de gelijkenis tussen twee vectoren kan worden aangeduid. Het is in feite de cosinus van de hoek tussen twee vectoren (in inwendig-productruimte). Vectoren die in exact dezelfde richting liggen hebben een cosinusgelijkenis van 1, terwijl twee vectoren die loodrecht op elkaar staan een cosinusgelijkenis van 0 hebben.
De cosinusgelijkenis wordt gebruikt om uit te rekenen in hoeverre documenten of andere objecten op elkaar lijken. Men gebruikt daarvoor een dimensie om een woord (of andere eigenschap) te representeren. Als twee documenten veel samenhang hebben, zal de waarde dicht bij de 1 liggen, terwijl bij weinig samenhang de waarde dicht bij 0 zal liggen. Aangezien het aantal voorkomens van een woord in een document niet negatief kan zijn, kan de cosinusgelijkenis niet negatief zijn en is het bereik normaal gesproken [0,1].
De gelijkheid kan als volgt worden uitgerekend, waarbij {\displaystyle A} en {\displaystyle B} twee vectoren (bijvoorbeeld twee documenten met woorden) voorstellen: {\displaystyle {A\cdot B \over \|A\|\|B\|}}.